# BV Buer 07
Der BV Buer 07 (offiziell: Ballspielverein Buer 07 e. V.) war ein Sportverein, der 1907 in der Freiheit Buer als Fußballverein gegründet wurde. Später kamen Leichtathletik- und Handballabteilungen hinzu.

## Geschichte

### Sportliche Entwicklung
Der Verein wurde am 17. Oktober 1907 im Zentralhotel am Marktbrunnen gegründet. Zehn Tage später trug der Verein sein erstes Spiel aus, welches am Ophof gegen den FC Rhenania Essen mit 1:3 verloren wurde. Im März 1908 trat der Verein dem Westdeutschen Spielverband bei, bevor der Verein im Frühjahr 1920 sein Stadion an der Löchterheide mit einem Spiel gegen Preußen Duisburg einweihte. In den 1920er Jahren spielte die Fußballmannschaft des BV Buer 07 erfolgreich in der Ruhrgau-Liga, der damals höchsten Spielklasse. Beste Platzierung war ein fünfter Rang 1925/26. Doch bereits zwei Jahre später stieg die Mannschaft wieder ab. In den folgenden Jahren ging es sportlich wie finanziell bergab. Im Jahre 1934 kam der Verein mit den Pachtzahlungen für das Stadion nicht mehr nach, so dass der Besitzer Graf von Westerholt den Vertrag kündigte. Im Jahre 1939 gelang der Aufstieg in die Bezirksklasse. Etwa zur gleichen Zeit fusionierte der Verein mit dem im Jahre 1919 gegründeten Verein Westfalia Buer zum FC Buer. Als Gegenzug übernahm die Stadt die Schulden der beiden Vereine.
Nach dem Ende des Zweiten Weltkrieges wurde der alte Name wieder angenommen. Im Jahre 1950 stiegen die Buerer als Vizemeister hinter dem TuS Rotthausen in die 2. Landesliga auf, wo in der folgenden Saison 1950/51 als Meister der Durchmarsch in die Landesliga Westfalen gelang, der damals höchsten Amateurliga. Der Sprung erwies sich als zu groß und die Mannschaft wurde in der Saison 1951/52 Tabellenletzter. Dank einer Ligareform, die aus einer eingleisigen eine fünfgleisige Landesliga machte, blieben die Buerer Landesligist. Doch bereits 1954 ging es als abgeschlagenes Schlusslicht zurück in die Bezirksklasse, wo die Mannschaft in der Saison 1957/58 nochmal den dritten Platz erreichte. Ansonsten kam der Verein nicht über Mittelmaß hinaus und musste dazu noch im Jahre 1962 sein Stadion aufgeben, welches Straßen- und Wohnungsbau weichen musste. Schließlich fusionierten am 12. Juni 1964 im Hotel zur Post der BV Buer 07 mit dem nach dem Krieg neu gegründeten DJK Sportfreunde Buer zum SSV Buer 07/28.

### Persönlichkeiten
- Herbert Burdenski, wurde deutscher Nationalspieler
- Willi Koslowski, wurde deutscher Nationalspieler und Bundesligaspieler
- Karl Loweg, wurde Bundesligaspieler

### Fusionspartner DJK Sportfreunde Buer
Der Fusionspartner DJK Sportfreunde Buer wurde im Jahre 1928 gegründet und gehörte dem katholischen DJK-Sportverband an. Evangelische Sportler durften in der Anfangszeit nicht für den Verein auflaufen. Der Verein wurde im Jahre 1934 von den Nationalsozialisten verboten. Die Sportler traten größtenteils dem BV Buer 07 bei. Nach dem Ende des Zweiten Weltkrieges wurde der Verein neu gegründet. Sportlich kamen die Sportfreunde nie über die Kreisebene hinaus. Torwart Franz-Josef Sarna absolvierte als Spieler der Sportfreunde am 7. Mai 1958 ein Länderspiel für die deutsche Amateurnationalmannschaft. In Gelsenkirchen wurde die Auswahl Curaçaos mit 5:1 geschlagen.

## Nachfolgeverein SSV Buer 07/28

### Geschichte
Der Fusionsverein übernahm den Platz des BV Buer 07 in der Bezirksklasse, die 1977 in Bezirksliga umbenannt wurde. Größter Erfolg war dabei die Vizemeisterschaft in der Saison 1970/71 hinter SuS Recklinghausen. Fünf Jahre später stiegen die Buerer in die Kreisliga A ab. Im Jahre 1985 übernahm der deutsche Nationalspieler und Bundesligaspieler von Bayer 05 Uerdingen Matthias Herget nebenbei das Traineramt des SSV Buer 07/28. Die Idee dazu kam Herget nach eigener Aussage in der Sauna. Unter Hergets Ägide gelang auf Anhieb der Aufstieg in die Bezirksliga, dem dann im Jahre 1988 der Aufstieg in die Landesliga folgte. Zwei Jahre hielten sich die Buerer dort, ehe es 1990 wieder runter in die Bezirksliga ging. Im Jahre 1992 legte Matthias Herget sein Traineramt nieder, bevor die Mannschaft ein Jahr später erneut in die Landesliga aufstieg.
Erneut hielt sich der Verein zwei Jahre in der Landesliga, ehe es 1995 runter in die Bezirksliga und 1998 runter in die Kreisliga A ging. Hintergrund des Abschwungs war eine Steuerforderung des Finanzamts in Höhe von etwa 175.000 Mark. Daraufhin übernahm Nuni Kučuković das Traineramt und führte den Verein im Jahre 2000 in die Bezirksliga, wo die Mannschaft in der folgenden Saison 2000/01 ungeschlagen Meister wurde. Im Jahre 2003 gelang dann der Aufstieg in die Verbandsliga Westfalen. Mit dem sechsten Platz in der Saison 2003/04 erreichte der SSV Buer dann seinen sportlichen Zenit. Vier Jahre später ging es wieder runter in die Landesliga. Es folgten vier Jahre in der Landesliga, bevor der Verein erneut in die Bezirksliga abstieg. Im Jahre 2016 gelang die Rückkehr in die Landesliga.
Dort wurde die Mannschaft 2025 Vizemeister hinter der DJK TuS Hordel. In der anschließenden Aufstiegsrunde gelang nach einem 3:1-Sieg über Borussia Dröschede die Rückkehr in die Westfalenliga.

### Stadion
Der SSV Buer 07/28 trägt seine Heimspiele auf der Bezirkssportanlage Löchterheide aus. Die Anlage wurde Anfang der 1960er Jahre in der Nähe des ebenfalls als Löchterheide bekannten Stadions des Vorgängervereins BV Buer 07 errichtet und bietet Platz für 6000 Zuschauer. Anfang der 1970er Jahre nutzte auch der Verein SC Hassel das Stadion, weil deren Stadion renoviert wurde.

### Persönlichkeiten
- Romina Burgheim, wurde Bundesligaspielerin
- Julian Draxler, wurde deutscher Nationalspieler
- Max Grüger, wurde Bundesligaspieler
- Matthias Herget, deutscher Nationalspieler
- Steffi Jones, ehemalige Nationalspielerin, Sportdirektorin für Frauen- und Mädchenfußball beim SSV[10]
- Mustafa Kučuković, wurde Bundesligaspieler
- Josefine Osigus, wurde Bundesligaspielerin
- Laura Radke, wurde Bundesligaspielerin
- Manfred Wichmann, 43 Bundesligaspiele als Schiedsrichter